# Rebild (plaats)
Rebild is een klein dorp in de Deense regio Noord-Jutland, gemeente Rebild. De plaats telt 612 inwoners (2008). Het dorp maakt deel uit van de parochie Skørping. Even ten westen van het dorp ligt Rebild Bakker, een natuurgebied dat een van de belangrijkste toeristische trekpleisters is in Jutland.